# Arequipa (departement)
Arequipa är ett av 24 departement i Peru.

## Geografi
Departementet Arequipa är beläget vid kusten i södra Peru. I området finns den snöbetäckta vulkanen Misti, el Sabancaya och Chanchani. Kännetecknande för området är de djupa dalgångarna, till exempel Ocoña och det omtyckta turistresmålet Colcadalen (den djupaste erosionsdalen i Anderna) med imponerande höjdskillnader mellan berg och dal på flera kilometer.
På bergskedjornas sidor kan urskiljas de kraftiga veckningar i jordskorpan som ägt rum under årmiljoners gång, vilka omvandlat havsbotten till Andernas höga bergskedja.
Amazonfloden har sin källa i två små sjöar (Choquequirao) på 5 598 m höjd i Cayllomaprovinsen. Floden heter där Monigote-Hornillos och bildar källflödet till Amazonfloden vilket fastställdes 1975 av en expedition med deltagare från bland annat National Geographic. Denna flodgren – den längsta och den med största flödet – är mer än 7 000 km lång.

## Ekonomi
Mer än 300 000 alpackor, jordbruksindustri, gruvindustri

## Historia
I Arequipa – den vita staden – finns många exempel på kolonialtidens hus med balkonger och pelargångar. Staden räknas som den främsta i landet med tanke på bevarade historiska byggnader.
I många av de historiska byggnaderna inryms nu banker, restauranger och hotell.
Arequipas katedral byggdes på 1600-talet.
Klostret Santa Rosa grundades 1747.

## Intressanta data
Urbanisationsgrad: 85,7%
I Arequipa praktiseras en originell form av "tjurfäktning", en kamp där två tjurar ställs emot varandra. Dessa kamper är ett populärt inslag i lokala fester på landsbygden.